# Ulica Zbożowa w Lublinie
Ulica Zbożowa w Lublinie – arteria komunikacyjna w Lublinie łącząca północną część Sławina (ul. Sławinkowską) z al. Warszawską. Prowadzi bezpośrednio do skansenu. Ma długość 1,5 km i wraz z sąsiednią al. Warszawską stanowiła dawniej część drogi wojewódzkiej nr 809. W 2018 jest drogą powiatową.
Ulica ma kształt względnie prostej linii, skręcającej pod koniec na wschód w stronę ul. Sławinkowskiej. Jest jednojezdniowa i ma po jednym szerokim pasie ruchu w każdą stronę. Przy ulicy Zbożowej znajduje się kościół pw. św. Stanisława Biskupa Męczennika oraz ogródki działkowe, a także sklepy, lokale usługowe. Problemem ulicy jest nierówna nawierzchnia i często pojawiające się w niej wyrwy, a przede wszystkim kałuże, powodowane nieszczelnymi rurami.